# Еллінгтон (Коннектикут)
Еллінгтон (англ. Ellington) — місто (англ. town) в США, в окрузі Гартфорд штату Коннектикут. Населення — 16 426 осіб (2020).

## Демографія
Згідно з переписом 2010 року, у місті мешкали 15 602 особи в 6257 домогосподарствах у складі 4193 родин. Було 6665 помешкань
Расовий склад населення:
| - 92,1 % — білих - 3,3 % — азіатів - 1,9 % — чорних або афроамериканців - 0,2 % — корінних американців |

До двох чи більше рас належало 1,7 %. Частка іспаномовних становила 2,6 % від усіх жителів.
За віковим діапазоном населення розподілялося таким чином: 24,0 % — особи молодші 18 років, 64,3 % — особи у віці 18—64 років, 11,7 % — особи у віці 65 років та старші. Медіана віку мешканця становила 40,9 року. На 100 осіб жіночої статі у місті припадало 97,1 чоловіків;  на 100 жінок у віці від 18 років та старших — 96,2 чоловіків також старших 18 років.
Середній дохід на одне домашнє господарство  становив 102 446 доларів США (медіана — 82 507), а середній дохід на одну сім'ю — 125 795 доларів (медіана — 110 989). Медіана доходів становила 65 819 доларів для чоловіків та 59 408 доларів для жінок. За межею бідності перебувало 1,9 % осіб, у тому числі 0,5 % дітей у віці до 18 років та 4,6 % осіб у віці 65 років та старших.
Цивільне працевлаштоване населення становило 8825 осіб. Основні галузі зайнятості: освіта, охорона здоров'я та соціальна допомога — 19,2 %, виробництво — 18,1 %, науковці, спеціалісти, менеджери — 13,4 %, фінанси, страхування та нерухомість — 11,5 %.